# Gerichtsamt Lößnitz

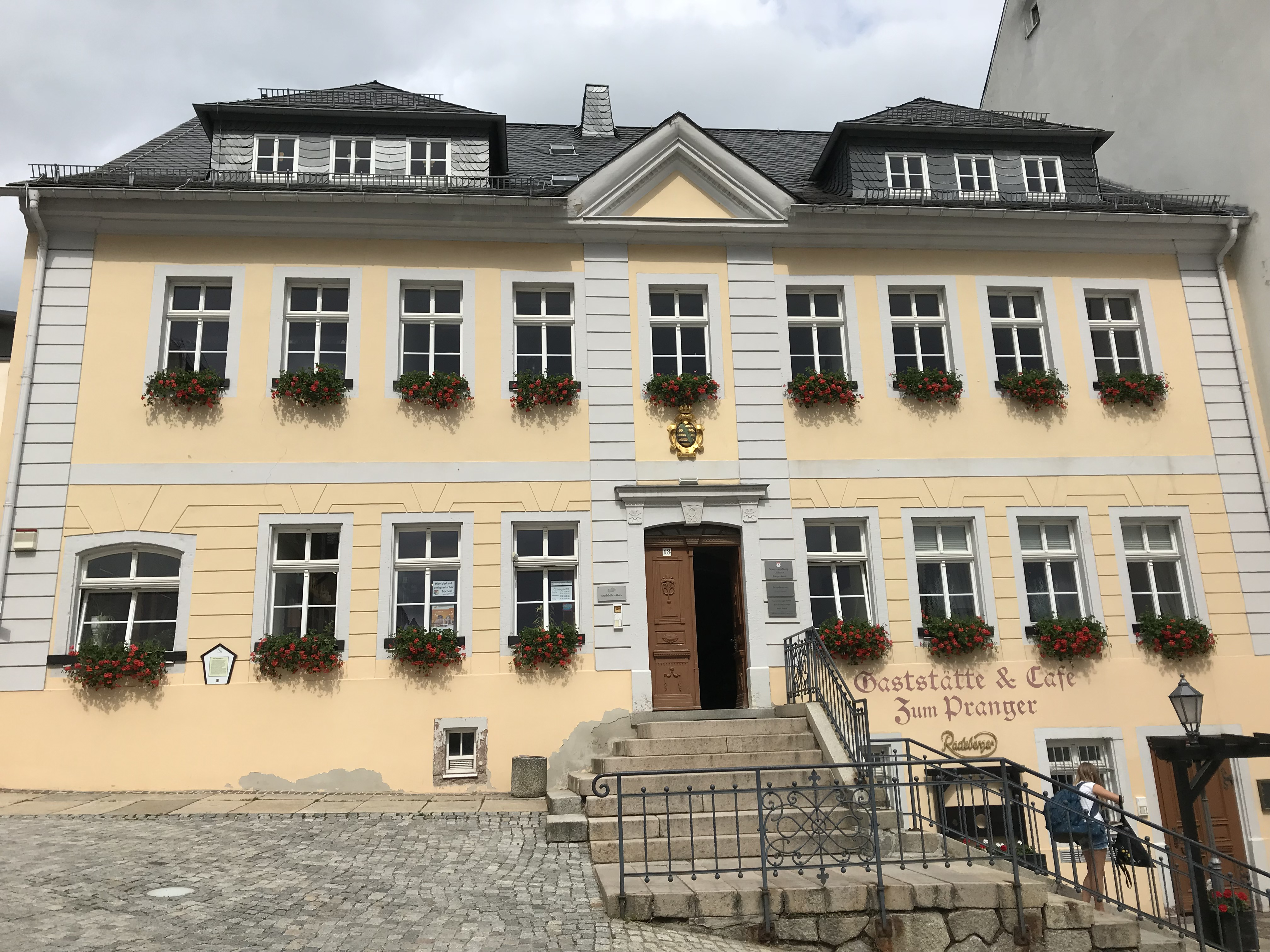
Ehemaliges Gerichtsgebäude

Das Schönburgische Gerichtsamt Lößnitz war 1865 bis 1878 ein Gericht der ordentlichen Gerichtsbarkeit für die fünf Schönburgischen Rezessherrschaften mit Sitz in Lößnitz (Erzgebirge).

## Geschichte
Die Schönburgischen Rezessherrschaften waren bis 1740 reichsunmittelbar. Nach dem Rezess vom 4. Mai 1740, in welchem die Schönburger die Landeshoheit des sächsischen Herrscherhauses der Wettiner über ihre Territorien anerkannten, wurden die fünf reichsunmittelbaren Herrschaften Waldenburg, Glauchau (Forder- und Hinter-Anteil), Lichtenstein, Hartenstein (niedere Grafschaft) und Stein als Rezessherrschaften bezeichnet. Sie behielten bis 1878 eine rechtliche Sonderstellung und waren in Bezug auf Verwaltung und Rechtsprechung nicht in das System staatlicher Gerichte im Königreich Sachsen eingebunden. Auch die Aufhebung der Patrimonialgerichtsbarkeit nach der Märzrevolution 1848 änderte nichts an diesem Status.
Ursprünglich war die Rechtsprechung in den Schönburgischen Rezessherrschaften in Justizämtern organisiert. Zum 1. Juni 1865 passte das Haus Schönburg seine Gerichtsorganisation dem sächsischen Beispiel an und bündelte die Rechtsprechung im Fürstlichen und Gräflichen Schönburgischen Bezirksgericht Glauchau. Diesem waren Gerichtsämter nachgeordnet, darunter das Gerichtsamt Lößnitz. Der Gerichtssprengel umfasste die Stadt Lößnitz, die Dörfer Alberoda mit Niederpfannenstiel, Grüna, Lenkersdorf (anteilig), Niederaffalter, Niederlößnitz, Oberaffalter, Oberpfannenstiel und Streitwald, das Blaufarbenwerk Niederpfannenstiel und der Grünewald in der Dittersdorfer Flur.
Zum 14. November 1878 trat das Haus Schönburg seine Jurisdiktion an den Staat ab. Das Bezirksgericht und die Gerichtsämter wurden nun kurzzeitig als staatliche Gerichte geführt. 1879 wurden sie im Rahmen der Reichsjustizgesetze aufgehoben und durch Amtsgerichte, darunter das Amtsgericht Lößnitz ersetzt.

## Gerichtsgebäude
Das Gerichtsamt nutzte das mit 1807 bezeichnete Gerichtsgebäude (Marktplatz 13). Es wurde später vom Amtsgericht genutzt. Der Putzbau in frühklassizistischem Erscheinungsbild ist baugeschichtlich, ortsgeschichtlich und platzbildprägend von Bedeutung und steht daher unter Denkmalschutz.